# Maison Blanche (stanice metra v Paříži)
Maison Blanche je přestupní stanice pařížského metra na linkách 7 a 14 ve 13. obvodu v Paříži. Na lince 7 je tato stanice je poslední před rozdělením tratě na dvě větve ve směru Villejuif – Louis Aragon a Mairie d'Ivry. Stanice se nachází pod Avenue d'Italie, mezi ulicemi Rue Caillaux a Rue Bourgon.

## Historie
Stanice byla otevřena 7. března 1930 jako součást nového úseku linky 10 mezi Place d'Italie a Porte de Choisy. 26. dubna 1931 byla část mezi stanicemi Place Monge a Porte de Choisy odpojena od linky 10 a připojena k lince 7.
6. října 1995 byl na stanici spáchán útok alžírskou islamistickou skupinou, při kterém bylo zraněno 18 osob. Volba na tuto stanici padla pravděpodobně kvůli okolnostem, za kterých byl dopaden Khaled Kelkal, jeden z hlavních iniciátorů bombového útoku ve stanici Saint-Michel – Notre-Dame na lince RER B v červenci téhož roku. Kelkal byl při svém zatýkání 29. září 1995 zastřelen policií na místě zvaném Maison Blanche u města Vaugneray.
Stanice na lince 14 byla otevřena 24. června 2024 jako součást úseku Olympiades – Aéroport d'Orly.

## Název
Název stanice znamená česky Bílý dům a jedná se o pomístní označení, které dal místu starý hostinec zvaný „Maison Blanche“. Podobně se jmenuje i ulice poblíž sousední stanice Tolbiac.

## Vstupy
Stanice má několik východů, které vedou na Avenue d'Italie před domy č. 119, 162, 103 a 144.